# International SOS
International SOS est une société de services qui propose des prestations de prévention médicale et sécurité, d'accès aux soins et d'intervention en cas d'urgence aux entreprises mettant en place des opérations au niveau international. Son siège mondial est à Singapour.
Cette entreprise de 13 000 salariés, dont 1100 médecins à plein temps et 200 experts sécurité, intervient auprès de ses clients dans plus de 70 pays.

## Organisation
International SOS compte 81 bureaux et 26 centres d’assistance,.
Les équipes au sein de ces centres sont composées de médecins, d'infirmiers, de directeurs d’opérations, de coordinateurs multilingues, et de personnel affecté au soutien logistique.
Environ 33 % du personnel sont des professionnels de la santé. International SOS peut aussi faire appel à des hôpitaux accrédités par ses services.

## Historique
AEA International a été fondé en 1985 par deux Français, Arnaud Vaissié et le Docteur Pascal Rey-Herme. L’organisation se concentre spécifiquement dans la maitrise des risques de santé pour des sociétés multinationales opérant en Asie-Pacifique.
Au cours de la décennie suivante, la société a agrandi sa structure de Singapour et d’Indonésie en créant des sociétés d’exploitation à Hong Kong, en Australie, au Japon et au sein de la Chine continentale. En 1995, AEA crée des filiales en France et aux États-Unis. En 1998, AEA international acquiert International SOS Assistance, créant ainsi la plus grande société d’aide médicale dans le monde ; à l’origine, la société était connue sous le nom de AEA SOS international. La même année et pour la première fois, International SOS est amenée à gérer une crise à composante à la fois médicale et sécuritaire : la société évacue 4 000 expatriés depuis Djakarta. En 1999, la société est rebaptisée International SOS. En juillet 2008, International SOS a signé une « alliance stratégique » avec Control Risks afin d’élargir leurs services de conseil en sécurité-voyage,.